# Pradoluengo
Pradoluengo è un comune spagnolo di 1 203 abitanti situato nella comunità autonoma di Castiglia e León.
Il comune comprende la località di Garganchón.